# Trans Mediterranean Airways

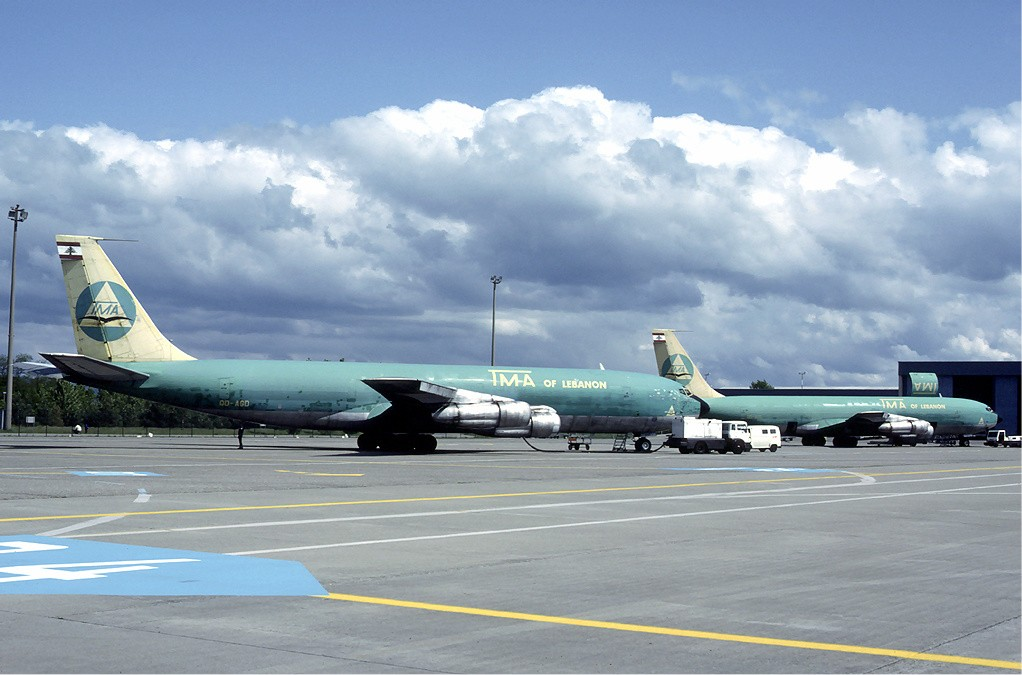
Een Boeing 707 in de kleuren van Tran Mediterranean Airways.

Trans Mediterranean Airways (Arabisch: الخطوط الجوية عبر المتوسط, alkhutut aljawiyat eabr almutawasit), ook bekend als TMA of TMA Cargo, is een voormalige vracht-luchtvaartmaatschappij met als basis Beiroet, Libanon, opgericht in 1953.
TMA staakte alle vluchten in februari 2004 toen de Libanese Civil Aviation Authority (LCAA) het Air Operating Certificate (AOC) introk in verband met de veiligheid van de verouderde Boeing 707-vloot. In 2010 begon de maatschappij weer met vluchten met een Airbus A300F4-605R. Het schortte de activiteiten opnieuw op in september 2014.

## Notoire luchthavens
TMA Cargo vloog in de jaren negentig aanzienlijk wat vluchten op de Internationale Luchthaven Oostende-Brugge en Luchthaven Schiphol. Tussen 2010 en 2014 was TMA Cargo vooral op Schiphol te spotten.

## Codes
- IATA: TL
- ICAO: TMA
- Callsign: Tango Lima